# Charlotte de Rothschild
Baronowa Charlotte de Rothschild (ur. 6 maja 1825 w Paryżu, zm. 20 lipca 1899) – francuska malarka, mecenas sztuki, działaczka społeczna.

## Życiorys
Była córką Betty von Rothschild oraz Jamesa Mayera de Rothschilda, ze znanej rodziny bankierów francuskich. Za sprawą szerokich kontaktów rodziców, obracała się wśród paryskiej kultury. Była dobra znajomą lub protegowaną wielkich postaci ze świata sztuki, w tym Rossiniego, Chopina, Balzaca, Delacroix czy Heinego. Baronowa była uczennicą Fryderyka Chopina. W 1847 roku kompozytor poświęcił jej swój Walc op. 64, nr 2 cis-moll. Zadedykował jej też Balladę f-moll op. 52. 
W 1842 roku poślubiła swojego kuzyna Nathaniela de Rothschilda. W 1850 roku zamieszkali w Paryżu, gdzie Nathaniel rozpoczął pracę w banku ojca. W 1853 roku nabyli zamek i winnicę, i przemianowali go na Rothschild. W 1878, Charlotte nabyła Abbaye des Vaux de Cernay w Vallée de Chevreuse, który był wówczas ruiną cysterskiego opactwa z 1118. Majątek rodzinny został sprzedany dopiero w 1945 roku przez jej wnuka Henri Jamesa de Rothschild, producentowi samolotów Félixowi Amiotowi.
Charlotte de Rothschild była mecenasem i kolekcjonerem sztuki. W swoich zbiorach posiadała prace Henriego Latoura, Louisa Boilly’ego, van Dycka, a także malarzy rokokowych Jeana Chardina, Tiepola i François Bouchera. Finansowała prace restauracyjne wielu dzieł sztuki i starodruków. Jest autorką ilustracji do żydowskiej świętej księgi Hagady Peschalnej, która obecnie jest w prywatnych zbiorach Braginskiego, kolekcjonera judaistycznych manuskryptów i książek. W latach sześćdziesiątych wystawiała swoje dzieła w salonie Société des aquarellistes français. W 1872 w salonie w Paryżu, a 1879 na wystawie w Londynie.
Portret baronowej malowali Georg Hom i Jean Léon Gérôme.